# دانیل مک‌فرسون
دانیل مک‌فرسون (انگلیسی: Daniel MacPherson؛ زادهٔ ۲۵ آوریل ۱۹۸۰) مجری تلویزیون و بازیگر اهل استرالیا است. وی از سال ۱۹۹۰ میلادی تاکنون مشغول فعالیت بوده‌است. وی در سال ۱۹۹۹ برندهٔ جایزه لوگی شد.
از فیلم‌ها یا برنامه‌های تلویزیونی که وی در آن نقش داشته‌است، می‌توان به همسایگان، حمله متقابل، رویدادنامه شانارا، چین‌خوردگی در زمان، بنیاد، دایره جنایی و پوکر فیس اشاره کرد.